# 锈赤扁谷盗
锈赤扁谷盗（学名：Cryptolestes ferrugineus）是鞘翅目姬扁甲科長姬扁甲屬的一种昆虫，是广泛分布在小麦等谷物中的害虫，最初發現於英格蘭哈特福，如今在南極洲以外的各大洲皆有紀錄。